# 2002年ソルトレークシティオリンピックのカナダ選手団
2002年ソルトレークシティオリンピックのカナダ選手団（2002ねんソルトレークシティオリンピックのカナダせんしゅだん）は、2002年2月8日から2月24日までアメリカ合衆国のソルトレイクシティで開催された2002年ソルトレークシティオリンピックのカナダ選手団、およびその競技結果。

## 概要
今大会は、金メダルは7個、銀メダル3個、銅メダル7個、合計17個のメダルを獲得した。金メダル数および銅メダル数は過去最多となり、合計獲得メダル数も過去最多を記録した。
アイスホッケーでは男女とも金メダルを獲得した。男子は1952年オスロオリンピック以来となる50年ぶりの金メダルであった。
フィギュアスケートでは、当初ジェイミー・サレー＆デヴィッド・ペルティエ組が2位となり銀メダルが授与されたが、採点問題が勃発し、金メダルが与えられた。

## メダル
| メダル | 選手名 | 競技                   | 種目            |
| ------ | --- | ---------------------- | --------------- |
| 金     | ベッキー・スコット | クロスカントリースキー | 女子10km複合    |
| 金     | カトリオナ・ルメイ・ドーン | スピードスケート       | 女子500m        |
| 金     | ジェイミー・サレー デヴィッド・ペルティエ | フィギュアスケート     | ペア            |
| 金     | マーク・ガニョン | ショートトラック       | 男子500m        |
| 金     | エリック・ベダール マーク・ガニョン ジョナサン・ギルメット フランソワ-ルイ・トレンブレー マシュー・トゥルコット | ショートトラック       | 男子5000mリレー |
| 金     | エド・ベルフォア ロブ・ブレイク エリック・ブリュワー マルタン・ブロデューア セオ・フルーリー アダム・フット シモン・ガニエ ジェローム・イギンラ カーティス・ジョセフ エド・ ジョバノフスキー ポール・カリヤ マリオ・ルミュー エリック・リンドロス アル・マキニス スコット・ニーダマイヤー ジョー・ニューウェンダイク オーウェン・ノーラン マイケル・ペカ クリス・プロンガー ジョー・サキック ブレンダン・シャナハン ライアン・スミス スティーブ・アイザーマン | アイスホッケー         | 男子            |
| 金     | ダナ・アンタル ケリー・ベチャード ジェニファー・ボテリル テレーゼ・ブリソン キャシー・キャンベル イザベル・シャートランド ロリ・デュピュイ ダニエレ・ゴイエット ジェラルディン・ヒーニー ジェイナ・ヘフォード ベッキー・ケラー カロリーヌ・ウェレット シェリー・パイパー シェリル・パウンダー タミー・シェチャック サミ・ジョー・スモール コリーン・ソストリクス キム・サンピエール ヴィッキー・スノハラ ヘイリー・ウィッケンハイザー                         | アイスホッケー         | 女子            |
| 銀     | ベロニカ・ブレナー | フリースタイルスキー   | 女子エアリアル  |
| 銀     | ジョナサン・ギルメット | ショートトラック       | 男子500m        |
| 銀     | ケビン・マーティン ドン・ワルチュック カーター・ライクロフト ドン・バートレット ケン・トランバーグ | カーリング             | 男子            |
| 銅     | ディードラ・ディオン | フリースタイルスキー   | 女子エアリアル  |
| 銅     | シンディ・クラッセン | スピードスケート       | 女子3000m       |
| 銅     | クララ・ヒューズ | スピードスケート       | 女子5000m       |
| 銅     | マシュー・トゥルコット | ショートトラック       | 男子1000m       |
| 銅     | マーク・ガニョン | ショートトラック       | 男子1500m       |
| 銅     | イサベル・シャレスト マリー＝イブ・ドロレー アメリー・グレ＝ナドン アラナ・クラウス ターニャ・ビセント | ショートトラック       | 女子3000mリレー |
| 銅     | ルツィア・エブノイター ミリアム・オットー ターニャ・フライ ローレンス・ビドー ナディア・レスリスバーガー | カーリング             | 女子            |